# Спорт в КНДР

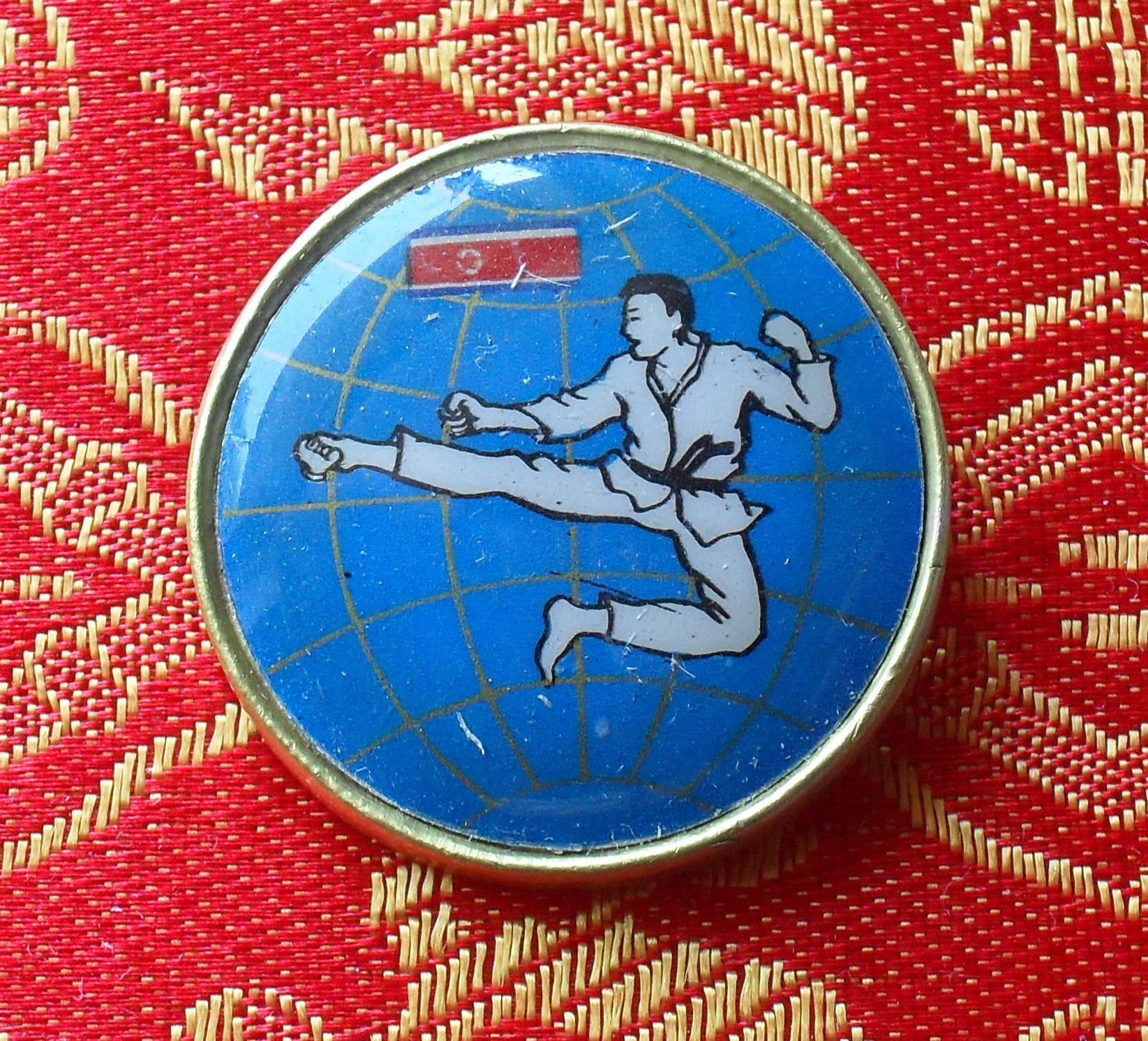
Значок "Тхэквондо" из КНДР.

В Северной Корее популярны как традиционные корейские, так и многие западные виды спорта.

## Футбол
В КНДР проводятся как женский так и мужской чемпионат по футболу, причём все игры проходят на самом вместительном в мире стадионе имени Первого мая в Пхеньяне.
В 1966 году сборная КНДР по футболу попала на чемпионат мира в Англии. После предварительных раундов отборочного цикла того чемпионата мира в азиатско-африканской зоне осталось 16 команд, оспаривавших путёвки на чемпионат. В соперники корейским футболистам досталась сборная Австралии. Матчи проходили в Камбодже, город Пномпень. Сборная Северной Кореи выиграла обе игры и прошла на чемпионат мира.

Будучи новичком высших футбольных форумов планеты, сборная  «Чхоллима» начала с поражения со счетом 0:3 от сборной СССР, однако затем сыграла вничью со сборной Чили, сравняв счёт в конце игры. В третьей же игре сборная КНДР потрясла мир, выиграв у сборной Италии и прошла в четвертьфинал.
В четвертьфинале корейцы играли с фаворитами первенства — сборной Португалии. Игра поначалу складывалась для них удачно — уже к 24 минуте они вели со счётом 3:0. Однако победный счёт им удержать не удалось — португальцы забили 5 безответных мячей, причём покером отметился Эйсебио.
С тех пор  «Чхоллима» ни разу не попадала на чемпионаты мира, однако благодаря отлично проведенному отборочному турниру, она вновь в 2010 году приняла участие в мировом первенстве в ЮАР. В первом же своем матче против пятикратных чемпионов мира, первой в мировом рейтинге сборной Бразилии, команда КНДР преподнесла неожиданный сюрприз, уступив с минимальным разрывом 1:2. Многие ведущие СМИ мира восторженно оценили самоотверженность, грамотную защиту команды КНДР; итальянский портал, посвящённый чемпионату, отметил, что игра сборной КНДР «войдёт в историю не только сборной, но и всего народа». Но уже во втором матче сборная КНДР была разгромлена португальцами со счётом 0:7 и потеряла шансы на выход из группы. В заключительном третьем матче сборная КНДР проиграла со счётом 0:3 сборной Кот-д’Ивуара.
Женская сборная КНДР по футболу в 1999 и 2003 годах попадала на женский чемпионат мира: в 1999 году на групповом этапе была побеждена датская сборная, а в 2003 кореянки выиграли у чемпионок Африки — сборной Нигерии. 

В Азии кореянки выигрывали женский чемпионат Азии в 2001 и 2003 годах.

## Тхэквондо
см. Тхэквондо

## Тяжёлая атлетика
В сентябре 2013 года сборная КНДР по тяжёлой атлетике вышла на первое место по количеству наград на розыгрыше Кубка Азии по тяжёлой атлетике и межклубных состязаниях по этому виду спорта, которые проводились в сентябре в Пхеньяне. На летних Олимпийских играх в Лондоне тяжелоатлеты из КНДР завоевали три золотые награды и одну бронзовую. На чемпионате мира в Польше северокорейский спортсмен Ом Юн Чхоль также завоевал «золото».

## КНДР на Олимпийских играх
Впервые спортсмены КНДР приняли участие на летних Олимпийских играх в 1972 году, завоевав тогда пять медалей, включая одну золотую и серебряную в боксе. На московской олимпиаде северокорейские спортсмены завоевали также пять медалей. В 1984 КНДР участвовала в бойкоте игр в Лос-Анджелесе, а в 1988 году также бойкотировала Сеульскую Олимпиаду.
Однако уже на следующей Олимпиаде в 1992 году в Барселоне сборная КНДР завоевала 9 медалей, из них 4 золотые.
На летних Олимпиадах в Сиднее и Афинах и зимней Олимпиаде в Турине КНДР и Южной Кореи участвовали в церемонии открытия вместе под Флагом Объединения. Северокорейские спортсмены завоёвывали медали в каждой Олимпиаде, в которой КНДР принимала участие, однако начиная с игр в Атланте у них не было ни одной золотой медали. В 2008 году эту тенденцию удалось прервать — чемпионами стали гимнастка Хон Ун Чжон и тяжелоатлетка Пак Хён Сук.
Спортсмены КНДР также участвовали в нескольких Зимних Олимпиадах, впервые — в 1964 году. К 2014 году в активе северокорейских олимпийцев в зимних видах спорта две медали — серебряная на зимних Играх 1964 года (в конькобежном спорте) и бронзовая  на Олимпиаде 1992 года в шорт-треке.

## Хоккей с шайбой
Первая игра сборной КНДР прошла 8 марта 1974 года против сборной Италии и закончилась со счётом 11:2 в пользу сборной Италии. В настоящее время сборная КНДР занимает 41 место (из 49 возможных) в рейтинге ИИХФ. В 2014 году заняла 2 место в турнире третьего дивизиона чемпионата мира, который проходил в Люксембурге, уступив 1 место сборной Болгарии. В 2015 году сборная принимала участие в турнире третьего дивизиона 2015 года и заняла там первое место. В 2016 году сборная КНДР будет играть на турнире группы В второго дивизиона чемпионата мира.

## Санкции
В 2021 году  Всемирное антидопинговое агентство (WADA) признало антидопинговое агентство КНДР несоответствующим кодексу WADA, что повлекло за собой запрет на выступление КНДР под национальным флагом (на Азиатских играх 2022 в китайском Ханчжоу, которые прошли под эгидой ОСА, был продемонстрирован флаг КНДР на церемонии открытия, что привело к санциям в отношени ОСА)

## В культуре
Британским режиссёром Дэниэлом Гордоном в 2002 году был снят о северокорейских футболистах фильм Игра их жизни, рассказывающий о семи оставшихся в живых участниках Чемпионата мира по футболу 1966 года.